# 瞬間油熱乾燥法
瞬間油熱乾燥法（しゅんかんゆねつかんそうほう）は、インスタントラーメンの製法の一種である。

## 概要
東明商行の張國文が発明・特許を取得し、日清食品創業者で、インスタントラーメンの開発者である安藤百福が買収した、湯を使って短時間で戻すことのできる乾麺の製法である。
麺を油で揚げることで麺に含有される水分を瞬時に沸騰させ、麺に蒸気が抜けた跡の微細な孔を多数残し、湯を注ぐとその湯が微孔に侵入することで麺が即座に軟化する、という原理である。
但し、油を使うためカロリーが高くなる、古くなると油が酸化する、油特有のにおいと風味が残るなどの欠点もある。これらの欠点を解消したのが、1969年に明星食品が開発した、80℃程度の熱風による乾燥を利用するノンフライ製法である。後に他社も追随し（マルちゃん「正麺」や日清「ラ王」など）、ノンフライ製法による製品はヒットを記録した。
しかし、ノンフライ製法は瞬間油熱乾燥法より乾燥に時間を要するためコスト・手間がかかる、一般に油揚げ麺の方が調理時間が短い、油揚げ麺の特有の食感を好む消費者も多い、油揚げ麺はノンフライ麺よりアルファ化度が高いため非常時には加熱調理しなくとも麺自体をそのまま食べることも可能で家庭での備蓄用食品に適している、などの理由により、現在でも瞬間油熱乾燥法はインスタントラーメンを作るための主流の製造技術となっている。
瞬間油熱乾燥法を用いたインスタントラーメンにおける原材料名の表記部には、『油揚げめん』（製品によっては『油揚げ麺』とも）と記載されている（ノンフライ製法では単純に『めん』と記載されている）。